# Corporación Metropolitana de Barcelona
La Corporación Metropolitana de Barcelona (CMB) fue una entidad supramunicipal creada en 1974 para administrar los 28 municipios que formaban parte de la Entidad Municipal Metropolitana de Barcelona (EMMB). En 1987 el Parlamento de Cataluña aprobó la Ley de Ordenación Territorial, que disolvió la Corporación Metropolitana de Barcelona. Sus competencias pasaron a la Entidad Metropolitana del Transporte, a la Entidad Metropolitana de Medio Ambiente y a la Mancomunidad de Municipios del Área Metropolitana. La supresión de la CMB se consideró que era parte de la lucha por el poder territorial de CiU, que gobernaba la Generalidad de Cataluña, y el PSC, que gobernaba el ayuntamiento de Barcelona y gran parte de los ayuntamientos de las ciudades de su alrededor.
En 2010 el Parlamento de Cataluña aprobó la creación del Consorcio del Área Metropolitana de Barcelona (CAMB), con ciertas reminiscencias de la antigua CMB.